# William Hale (inventor britânico)

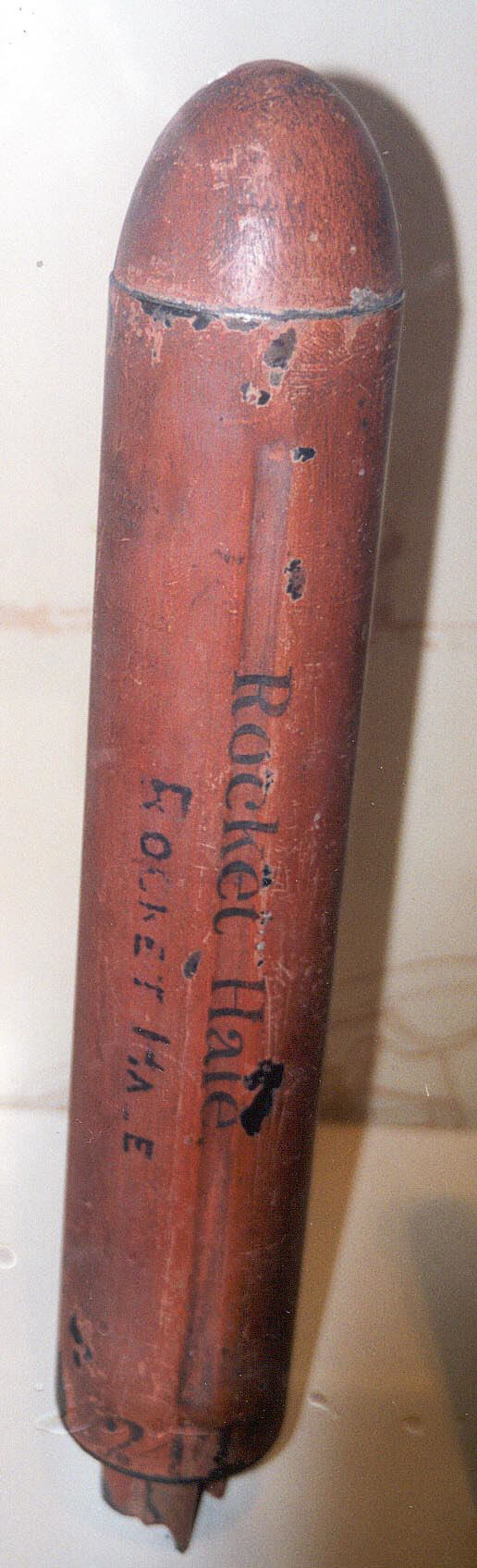
O foguete rotativo de Hale.

William Hale (1797-1870), foi um inventor britânico e um dos píoneiros na construção de foguetes, sendo sua principal criação o "foguete rotativo Hale".